# Mitropolia Clujului, Maramureșului și Sălajului
Mitropolia Clujului este una din cele zece mitropolii ale Bisericii Ortodoxe Române, cu sediul în municipiul Cluj-Napoca. A fost înființată pe 4 noiembrie 2005, sub numele de Mitropolia Clujului, Albei, Crișanei si Maramureșului, la o zi după alegerea episcopului Laurențiu Streza în scaunul mitropolitan de la Sibiu. Primul mitropolit al Clujului a fost Bartolomeu Anania, din 2005 până în 2011. Catedrala mitropolitană este Catedrala Ortodoxă a Vadului, Feleacului și Clujului. 
Al doilea mitropolit al Clujului a fost ales în ședința Sfântului Sinod din 18 martie 2011 în persoana arhiepiscopului Andrei Andreicuț.

## Istorie
În anul 1957, în contextul vacantării Episcopiei Clujului, Biserica Ortodoxă Română a dorit să demonstreze desființarea Bisericii Române Unite cu Roma prin numirea unui fost preot greco-catolic în scaunul de la Cluj. Patriarhul Justinian l-a avut în vedere pe canonicul Emil Iuga, care a condiționat trecerea la ortodoxie și acceptarea numirii de ridicarea scaunului episcopal vizat la rangul de mitropolie. Ca urmare a refuzului propunerii de înființare a unei mitropolii ortodoxe la Cluj, a fost instalat în scaunul episcopal respectiv episcopul Teofil Herineanu, tot fost preot greco-catolic, care nu a pus nici un fel de condiții.
Mitropolia Clujului, Albei, Crișanei si Maramureșului a fost înființată în 4 noiembrie 2005, dată pânǎ la care episcopiile care o compuneau (Arhiepiscopia Vadului, Feleacului și Clujului, Arhiepiscopia Ortodoxă de Alba Iulia, Episcopia Oradiei, Bihorului și Sǎlajului, Episcopia Maramureșului și Sǎtmarului) au aparținut jurisdicțional de Mitropolia Ardealului, cu sediul la Sibiu.
Pe 3 noiembrie 2005 în funcția de mitropolit al Ardealului a fost ales episcopul Laurențiu Streza, considerat un apropiat al lui Daniel Ciobotea, pe atunci mitropolit al Moldovei. Contracandidatul episcopului Streza a fost arhiepiscopul Andrei Andreicuț de la Alba Iulia, un apropiat al arhiepiscopului Bartolomeu Anania.
În data de 4 noiembrie 2005, supărat că protejatul său nu a câștigat scaunul de mitropolit al Ardealului, Bartolomeu Anania a propus divizarea teritoriului Mitropoliei Ardealului, propunere acceptată de Sfântul Sinod.
Unitatea canonică mai mică a continuat să se numească Mitropolia Ardealului, iar unitatea mai mare, cu sediul la Cluj, a fost numită Mitropolia Clujului, Albei, Crișanei și Maramureșului, cu jurisdicție asupra unităților eparhiale Arhiepiscopia Vadului, Feleacului și Clujului, Arhiepiscopia Ortodoxă de Alba Iulia, Episcopia Oradiei, Bihorului și Sǎlajului și Episcopia Maramureșului și Sǎtmarului
În 2008 a fost înființată Episcopia Sǎlajului, iar în 2009, Episcopia Devei și Hunedoarei, prima aflată în componența Mitropoliei Clujului, Albei, Crișanei și Maramureșului, devenită ulterior Mitropolia Clujului, Maramureșului și Sălajului, iar cea de a doua în componența Mitropoliei Banatului.
În 17 ianuarie 2012, la cererea adunărilor eparhiale, Episcopia Oradiei,  Arhiepiscopia Alba Iuliei și Episcopia Devei și Hunedoarei au trecut sub jurisdicția Mitropoliei Ardealului cu sediul la Sibiu.

## Mitropoliți
Mitropoliții Clujului, Maramureșului și Sălajului și Arhiepiscopi ai Vadului, Feleacului și Clujului.
- Bartolomeu Anania (2006-2011)
- Andrei Andreicuț (din 2011)

## Organizare
- Arhiepiscopia Vadului, Feleacului și Clujului
  - Arhiepiscop și mitropolit: Andrei Andreicuț
  - Episcop-vicar: post vacant

- Episcopia Maramureșului și Sǎtmarului
  - Episcop: Iustin Hodea
  - Arhiereu-vicar: Timotei Bel

- Episcopia Sǎlajului
  - Episcop: Benedict Vesa

## Publicații
Din aprilie 2007, mitropolia editează Revista Tabor.